# Prix national de clôture 2015
La 82e édition du Prix national de clôture a eu lieu le 13 octobre 2015. La course fait partie du calendrier UCI Europe Tour 2015 en catégorie 1.1.

## Présentation

### Équipes
Classé en catégorie 1.1 de l'UCI Europe Tour, le Prix national de clôture est par conséquent ouvert aux UCI WorldTeams dans la limite de 50 % des équipes participantes, aux équipes continentales professionnelles, aux équipes continentales et aux équipes nationales.
| UCI WorldTeams  | UCI WorldTeams | UCI WorldTeams |
| Nom de l'équipe | Pays           | Code           |
| --------------- | -------------- | -------------- |
| Lotto NL-Jumbo  | Pays-Bas       | TLJ            |
| Lotto-Soudal    | Belgique       | LTS            |

| Équipes continentales professionnelles | Équipes continentales professionnelles | Équipes continentales professionnelles |
| Nom de l'équipe                        | Pays                                   | Code                                   |
| -------------------------------------- | -------------------------------------- | -------------------------------------- |
| Cofidis                                | France                                 | COF                                    |
| Roompot Oranje Peloton                 | Pays-Bas                               | ROP                                    |
| Topsport Vlaanderen-Baloise            | Belgique                               | TSV                                    |
| Wanty-Groupe Gobert                    | Belgique                               | WGG                                    |

| Équipes continentales          | Équipes continentales | Équipes continentales |
| Nom de l'équipe                | Pays                  | Code                  |
| ------------------------------ | --------------------- | --------------------- |
| 3M                             | Belgique              | MMM                   |
| CCT-Champion System            | Nouvelle-Zélande      | CCT                   |
| Cibel                          | Belgique              | CIB                   |
| Colba-Superano Ham             | Belgique              | CSH                   |
| Color Code-Aquality Protect    | Belgique              | CCB                   |
| Jo Piels                       | Pays-Bas              | CJP                   |
| Metec-TKH-Mantel               | Pays-Bas              | MET                   |
| Parkhotel Valkenburg           | Pays-Bas              | PVC                   |
| Rabobank Development           | Pays-Bas              | RDT                   |
| SEG Racing                     | Pays-Bas              | SEG                   |
| T.Palm-Pôle Continental Wallon | Belgique              | PCW                   |
| Vastgoedservice-Golden Palace  | Belgique              | VGS                   |
| Veranclassic-Ekoï              | Belgique              | VER                   |
| Verandas Willems               | Belgique              | WIL                   |
| Wallonie-Bruxelles             | Belgique              | WBC                   |

### Règlement de la course

#### Primes
Les vingt prix sont attribués suivant le barème de l'UCI,. Le total général des prix distribués est de 14 477 €.
| Position | 1er     | 2e      | 3e      | 4e    | 5e    | 6e    | 7e    | 8e    | 9e    | 10e à 20e |
| Prix     | 5 785 € | 2 895 € | 1 445 € | 715 € | 580 € | 433 € | 433 € | 287 € | 287 € | 147 €     |

## Classements

### Classement final
| Classement final | Classement final | Classement final | Classement final              | Classement final   |
|                  | Coureur          | Pays             | Équipe                        | Temps              |
| ---------------- | ---------------- | ---------------- | ----------------------------- | ------------------ |
| 1er              | Nacer Bouhanni   | France           | Cofidis                       | en 4 h 29 min 30 s |
| 2e               | Tom Van Asbroeck | Belgique         | Lotto NL-Jumbo                | m.t.               |
| 3e               | Jens Debusschere | Belgique         | Lotto-Soudal                  | m.t.               |
| 4e               | Edward Theuns    | Belgique         | Topsport Vlaanderen-Baloise   | m.t.               |
| 5e               | Remco te Brake   | Pays-Bas         | Metec-TKH-Mantel              | m.t.               |
| 6e               | Jelle Mannaerts  | Belgique         | Colba-Superano Ham            | m.t.               |
| 7e               | Twan Brusselman  | Pays-Bas         | Jo Piels                      | m.t.               |
| 8e               | Dennis Coenen    | Belgique         | Vastgoedservice-Golden Palace | m.t.               |
| 9e               | Emiel Vermeulen  | Belgique         | 3M                            | m.t.               |
| 10e              | Kevin Suarez     | Belgique         | Colba-Superano Ham            | m.t.               |
| modifier         |                  |                  |                               |                    |

### UCI Europe Tour
Ce Prix national de clôture attribue des points pour l'UCI Europe Tour 2015, par équipes seulement aux coureurs des équipes continentales professionnelles et continentales, individuellement à tous les coureurs sauf ceux faisant partie d'une équipe ayant un label WorldTeam.
| Position,          | 1er | 2e | 3e | 4e | 5e | 6e | 7e | 8e | 9e | 10e | 11e | 12e |
| Classement général | 80  | 56 | 32 | 24 | 20 | 16 | 12 | 8  | 7  | 6   | 5   | 3   |